# Trisepalum birmanicum
Trisepalum birmanicum là một loài thực vật có hoa trong họ Tai voi. Loài này được (Craib) B.L. Burtt miêu tả khoa học đầu tiên năm 1984.